# Ф… как Фэрбэнкс
«Ф… как Фэрбэнкс» (фр. F... Comme Fairbanks; в прокате также как «Он хотел жить») — французский кинофильм.

## Сюжет
Вернувшийся с военной службы домой, инженер-химик Андре Фрагман, получивший прозвище «Фэрбенкс» от отца-киномеханика, не может найти работы по специальности из-за давнего участия в антиправительственной демонстрации. Его друзья Этьен и Жан-Пьер оказываются бессильны помочь ему. Все его попытки найти выход заканчиваются неудачей, и отчаявшийся герой сходит с ума.

## В ролях
- Патрик Девэр — Андре
- Миу-Миу — Мари
- Джон Берри — Фрагман, отец Андре
- Мишель Пикколи — Этьен
- Жан-Мишель Фолон — Жан-Пьер
- Кристиана Тиссо — Сильви
- Диана Кюрис — Анник
- Эвана Ханска — Франсуаза

## Награды и номинации[1]
- Специальный диплом Международной католической организации в области кино (OCIC), 1976 год
- Берлинский кинофестиваль — номинация на «Золотого медведя», 1976 год
- «Сезар» — номинация на приз за лучшую женскую роль (Миу-Миу), 1977 год